# Чупаево (Мензелинский район)
Чупаево — село в Мензелинском районе Татарстана. Входит в состав Атряклинского сельского поселения.

## География
Находится в восточной части Татарстана на расстоянии приблизительно 30 км на юг-юго-восток по прямой от районного центра города Мензелинск у речки Мушуга.

## История
Известно с 1747 года. До 1860-х годов часть жителей входила в состав тептярей.

## Население
Постоянных жителей было: в 1747 году- 27 душ мужского пола, в 1795—242, в 1859—219, в 1870—240, в 1906—280, в 1913—356, в 1920—333, в 1926—364, в 1938—318, в 1949—277, в 1958—259, в 1970—270, в 1979—225, в 1989—148, в 2002—113 (мари 90 %), 105 в 2010.